# Cniva

Campagne van Cniva 250-251

Cniva (midden 3de eeuw) was koning van de Goten. Hij is voornamelijk gekend voor zijn overwinning op de Romeinen tijdens de Slag bij Abrittus in 251, waarbij keizer Decius om het leven kwam.

## Context
Sinds 235 heerste er een crisis in het Romeinse Rijk. Buitenlandse mogendheden probeerden het rijk binnen te vallen. Een eerste poging van de Goten vond plaats in 237. De werkelijke oorlog begon tien jaar later met de plundering van Marcianopolis. Generaal Decius kreeg van keizer Philippus I Arabs de opdracht de Goten terug over de Donau te drijven. Intern conflict zorgde ervoor dat de opdracht niet terdege werd uitgevoerd.
Cniva keerde met een grote troepenmacht terug, stak de Donau over en veroverde het fort van Novae, zette zijn weg verder naar Nicopolis waar hij werd gestopt door het leger van Decius. Cniva verschanste zich in het Balkangebergte en verraste Decius ter hoogte van Beroë. Daarna versloeg hij een eerste maal Decius tijdens de Slag bij Philippopolis en een tweede maal tijdens de Slag bij Abrittus, waarbij Decius en zijn zoon Herennius Etruscus om het leven kwamen.
De nieuwe keizer Trebonianus Gallus onderhandelde met Cniva en liet hem met een grote buit terug naar zijn land keren. Daarenboven werd een jaarlijkse schatting beloofd.
Over zijn verdere leven is niets gekend. Vermoedelijk, als zoveel stam- en tijdsgenoten, zoals keizer Claudius Gothicus, na een campagne tegen de Goten, stierf hij aan de gevolgen van de pest. Soms wordt hij vereenzelvigd met Cannabaudes, anderen beweren dat het zijn zoon was.